# Darwinius masillae
Darwinius masillae (лат.) (дословно с лат. — «существо Дарвина из Месселя», в честь Чарльза Дарвина) — вид приматов из среднеэоценовых отложений (47 млн лет назад). Предполагалось, что он представляет собой звено в эволюции приматов, переходное от полуобезьян (мокроносых приматов) к высшим (сухоносым) приматам. Однако оказалось, что Darwinius masillae относится к подотряду мокроносых (стрепсириновых) приматов и не является предком человека; к тому же, он моложе, чем такие мокроносые приматы как: антрасимия (на 7,5 млн лет), алжирипитек, нотаркт и азибий (на 3 млн лет), годиноция (на 2 млн лет).

## Обнаружение
Единственный известный в настоящее время ископаемый экземпляр Darwinius masillae, получивший условное имя Ида, был обнаружен в 1984 году в заброшенном карьере для добычи сланца вблизи деревни Мессель, в 35 км к юго-востоку от Франкфурта-на-Майне (Германия). Впоследствии этот карьер был признан памятником Всемирного наследия. Ископаемое было разделено на две части палеонтологами-любителями и продано по отдельности.
Только в 2006 году скелет Иды воссоединили и начали более тщательно исследовать. Строение таранной кости и плоские ногти сближают вид с высшими приматами, но по пропорциям тела оно более походит на лемуров. Это один из древнейших известных представителей приматов, сочетающий в себе признаки сухоносых и мокроносых приматов. Эрик Сейферт и его коллеги из университета Stony Brook считают, что у дарвиния и египетского афрадаписа (37 млн л. н.) прогрессивные черты появились в результате конвергентной эволюции.

## Название
Авторы: Jens L. Franzen, Philip D. Gingerich, Jörg Habersetzer, Jørn H. Hurum, Wighart von Koenigswald, B. Holly Smith.
- род Darwinius Franzen et al., 2009
  - вид Darwinius masillae Franzen et al., 2009typus